# Churchill (fiume Labrador)
Il Churchill è un fiume del Labrador, nella provincia canadese di Terranova e Labrador, di 856 km. Nasce presso il bacino Smallwood, e percorre lo Stato in direzione est fino a sfociare nel Lago Melville, a proprio volta collegato all'oceano Atlantico.
Ha un bacino di circa 79.800 km2.
Nei pressi della città di Churchill Falls c'è una delle più grandi centrali idroelettriche del Nordamerica.
Il fiume Churchill fu originariamente chiamato Mishtashipu o Grand River. dagli Innu. Nel 1839, John MacLean lo rinominò Hamilton in onore del governatore di Terranova sir Charles Hamilton (1818-1825). Nel 1965 fu definitivamente denominato Churchill in onore del primo ministro inglese sir Winston Churchill.